# Love Hurts Tour
Cher Love Hurts Tour című koncertkörútja 1991-ben kezdődött az Egyesült Államokban és 1992 folyamán folytatódott Európában és Ausztráliában. A körút célja a rengeteg platinából álló Love Hurts című album bemutatása volt. A Love Hurts Tour bevétele meghaladta a 45 millió amerikai dollárt.

## Az előadott számok listája
- "I Still Haven't Found What I'm Looking For"
- "Bye Bye Baby"
- "We All Sleep Alone"
- "I Found Someone"
- "Love and Understanding"
- "Save Up All Your Tears"
- "After All"
- "Many Rivers to Cross"
- "Fire"
- "Just Like Jesse James"
- "Love is a Battlefield"
- "If I Could Turn Back Time"
- "Love Hurts"
- "The Shoop Shoop Song (It's In His Kiss)"

### Bónus számok
- "Fires Of Eden"
- "Fire Down Below"
- "One Night With You" (csak Párizsban)

## Információ
Cher célja a turnéval eredetileg az volt, hogy reklámozza az új albumát, de miután az album az addigi albumok közül a harmadik legnépszerűbb lett, Cher törölt az amerikai show-kból öt dátumot. Ezalatt a körút alatt diagnosztizálták Chernél  az Epstein–Barr-vírust, emiatt újabb nyolc show-val kevesebb volt Amerikában, így csak a Las Vegas-i Mirage Hotelben és a New York-i Paramounth Theatre-ben lépett föl. A turnénak hivatalos felvétele jelenleg nincs, csak rajongói felvételek, melyeket Londonban, Düsseldorfban, Brüsszelben és New Yorkban vettek fel, ebből mára a belgiumi és a németországi felvételek maradtak meg, a többi fájl elveszett.